# 서킷 오브 디 아메리카스
서킷 오브 더 아메리카(Circuit of the Americas)은 미국 텍사스주 오스틴에 위치한 포뮬러 원 용도의 경기장이다. USL 오스틴 볼드 FC 팀의 홈 경기장으로 활용되기도 했다.